# Mycomya fornicata
Mycomya fornicata är en tvåvingeart som först beskrevs av Lundstrom 1911.  Mycomya fornicata ingår i släktet Mycomya och familjen svampmyggor. Inga underarter finns listade i Catalogue of Life.